# Michael Rensing
Michael Rensing (Lingen, 14 de mayo de 1984) es un exfutbolista alemán que jugaba  de portero.

## Biografía
Formado en las categorías inferiores del Bayern de Múnich, debutó con el primer equipo el 19 de febrero de 2004 en un partido de 1. Bundesliga ante el Hamburgo S. V. que ganaron los bávaros por 1-0.
Tras finalizar su contrato al término de la temporada 2009-10, estuvo un tiempo sin equipo hasta que en diciembre de 2010 firmó con el F. C. Colonia por seis meses. Debido a sus actuaciones, en marzo de 2011 renovó su contrato hasta 2013. En la temporada 2011-12, el equipo perdió la categoría y a finales de agosto de 2012, se marchó al Bayer 04 Leverkusen.
Tras solo una temporada en el conjunto de la Bayer, en mayo de 2013 fichó por el Fortuna Düsseldorf, donde estuvo siete temporadas hasta su marcha en julio de 2020 una vez finalizado su contrato.

## Selección nacional
Fue  internacional con Alemania en las categorías sub-19, sub-20 y sub-21.

## Clubes
| Club                | País     | Año       |
| ------------------- | -------- | --------- |
| Bayern de Múnich II | Alemania | 2002-2003 |
| Bayern de Múnich    | Alemania | 2003-2010 |
| 1. FC Colonia       | Alemania | 2010-2012 |
| Bayer Leverkusen    | Alemania | 2012-2013 |
| Fortuna Düsseldorf  | Alemania | 2013-2020 |

## Palmarés
- Campeón en la 1. Bundesliga: 2005, 2006, 2008, 2010
- Campeón en la 2. Bundesliga: 2018.
- DFB-Pokalsieger: 2005, 2006, 2008, 2010
- Copa de la Liga de Alemania: 2004, 2007
- Liga regional del sur sieger: 2004